# Medinilla coronata
Espèce
Synonymes
Carionia elegans Naudin in Ann. Sci. Nat., Bot., sér. 3, 15: 312 (1851)
Medinilla coronata est une espèce de plantes à fleurs de la famille des Melastomataceae originaire des régions tropicales humides des Philippines (Luçon).